# New Light
Singles de John Mayer
In the Blood (en)
(2017) I Guess I Just Feel Like
(2019)
Clip vidéo
[vidéo] « New Light », sur YouTube
New Light est une chanson de l'auteur-compositeur-interprète américain John Mayer. Elle est sortie en single le 10 mai 2018 sous les labels Snack Money et Columbia Records. Elle figure sur le huitième album de John Mayer, Sob Rock.

## Crédits
| Musiciens - John Mayer – voix, guitare - Pino Palladino – basse - Aaron Sterling – batterie | Production - John Mayer – producteur - Ernest Wilson (No I.D.) – producteur - Chad Franscoviak – enregistrement - Martin Pradler – édition numérique - Mark "Spike" Stent – mixage - Randy Merrill – mastérisation |

## Liste des pistes
| 1. | New Light | 3:36 |

| 1. | New Light (Zookëper Remix) | 3:57 |

## Classements et certifications
| Classement (2018–19)                 | Meilleure position |
| ------------------------------------ | ------------------ |
| Belgique (Flandre Ultratip 100)      | 13                 |
| Belgique (Wallonie Ultratip 50)      | 40                 |
| États-Unis (Bubbling Under Hot 100)  | 5                  |
| États-Unis (Adult Alternative Songs) | 9                  |
| États-Unis (Adult Contemporary)      | 30                 |
| États-Unis (Adult Pop Songs)         | 10                 |
| États-Unis (Digital Songs)           | 14                 |
| États-Unis (Hot Rock Songs)          | 7                  |
| Mexique (Monitor Latino Anglo)       | 14                 |
| Mexique (Inglés Airplay)             | 1                  |
| Nouvelle-Zélande (RMNZ Heatseeker)   | 7                  |
| Pays-Bas (Nederlandse Top 40)        | 29                 |
| Pays-Bas (Single Top 100)            | 46                 |

| Classement (2018)           | Position |
| --------------------------- | -------- |
| États-Unis (Adult Top 40)   | 40       |
| États-Unis (Hot Rock Songs) | 14       |
| Pays-Bas (Single Top 100)   | 92       |

### Certifications
| Pays                                                                       | Certification | Ventes certifiées |
| -------------------------------------------------------------------------- | ------------- | ----------------- |
| Australie (ARIA)                                                           | Or            | 35 000^           |
| Canada (Music Canada)                                                      | Or            | 40 000^           |
| Danemark (IFPI)                                                            | Or            | 45 000^           |
| États-Unis (RIAA)                                                          | Platine       | 1 000 000‡        |
| Italie (FIMI)                                                              | Or            | 35 000‡           |
| Norvège (IFPI)                                                             | Or            | 30 000*           |
| Pays-Bas (NVPI)                                                            | Platine       | 80 000^           |
| Suisse (IFPI)                                                              | Or            | 10 000x           |
| xNon précisé par la certification ‡ventes/streaming selon la certification |               |                   |

## Historique de sortie
| Région     | Date         | Format                       | Version        | Label(s)          | Réf.  |
| ---------- | ------------ | ---------------------------- | -------------- | ----------------- | ----- |
| Divers     | 10 mai 2018  | - Téléchargement - streaming | Originale      | Snack Money (SME) | [ 1 ] |
| États-Unis | 18 juin 2018 | Diffusion radio              | Originale      | Columbia          | ,     |
| Divers     | 10 août 2018 | - Téléchargement - streaming | Zookëper Remix | Snack Money       | [ 1 ] |